# Stetten, Bodenseekreis

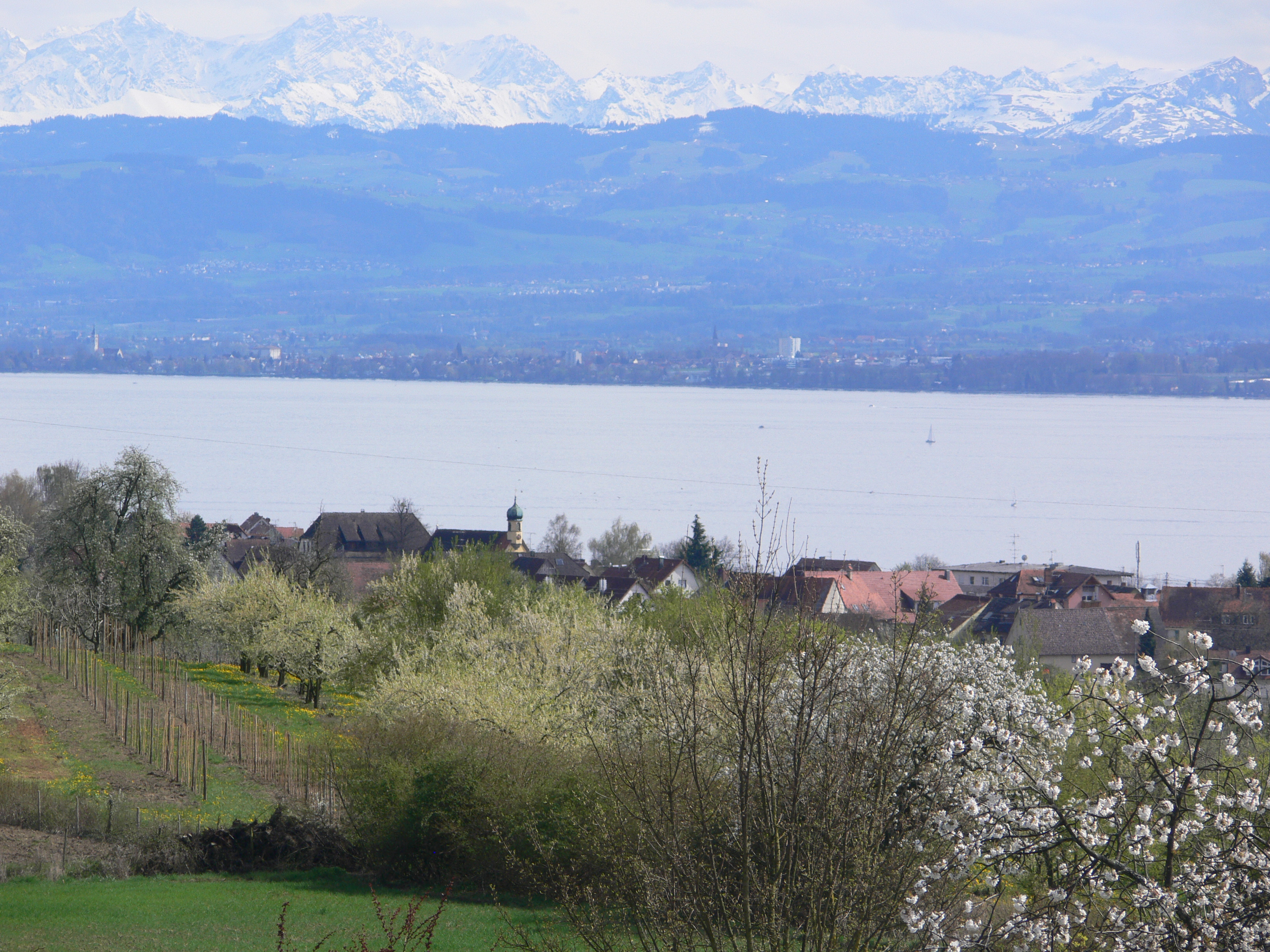
Khung cảnh Stetten và Bodensee, xa là dãy Alps của Thụy Sĩ

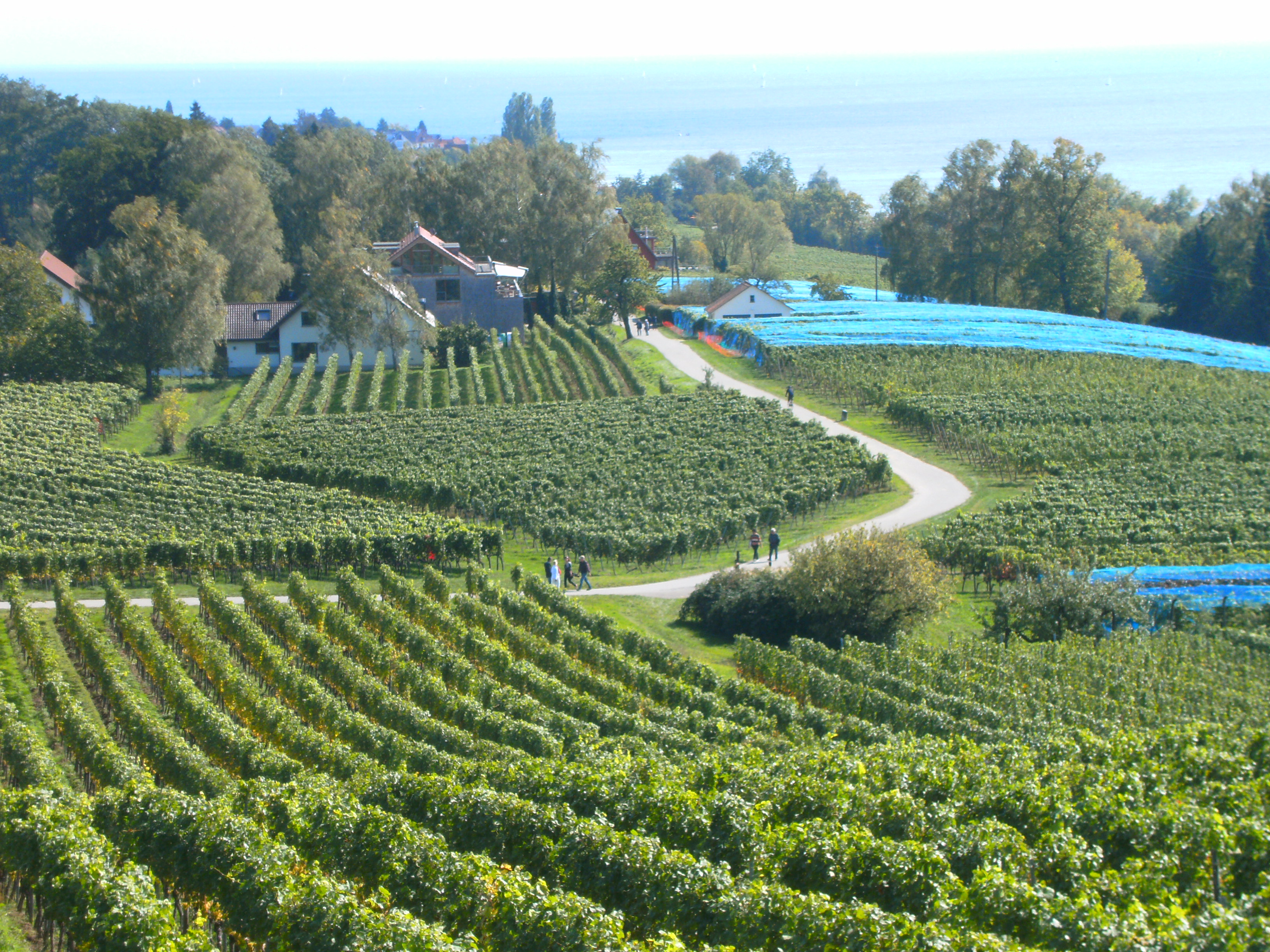
Quang cảnh từ nghĩa trang chiến tranh Meersburg-Lerchenberg đến nhà thờ Aufricht và một phần của Stetten ở bờ biển Bodensee

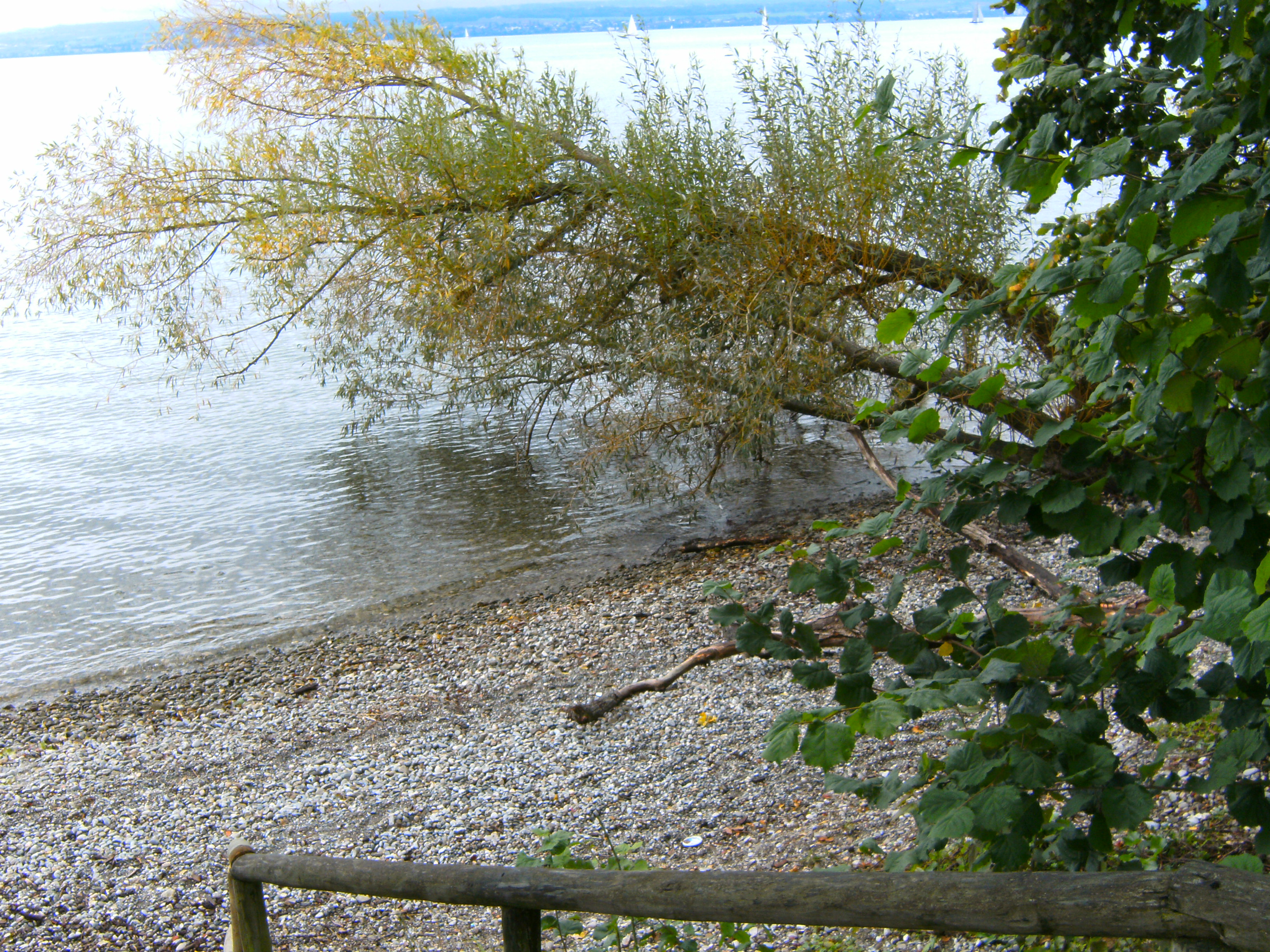
Bãi biển tự nhiên của Hồ Constance ở làng Stetten (Bodenseekreis) trên đường từ Meersburg đến Hagnau

Stetten là một thị xã thuộc huyện Bodenseekreis, bang Baden-Württemberg, Đức.